# Karl Kastner
Karl Kastner właśc. Karl Wilhelm Gottlob Kastner (ur. 31 października 1783 w Greifenberg/Pommern, zm. 13 lipca 1857 w Erlangen) – niemiecki chemik.

## Życie
Jego ojcem był rektor szkoły łacińskiej w Greifenbergu i zarazem duchowny protestancki. Po okresie nauki zawodu farmaceuty w Świnoujściu studiował chemię na Uniwersytecie w Jenie. W 1805 roku uzyskał doktorat. Jego promotorem był Johann Friedrich August Gottling. W tym samym roku został profesorem na Uniwersytecie w Heidelbergu. W latach 1812–1821 był profesorem na uniwersytecie w Halle i w Bonn, a w latach 1821–1857 na Uniwersytecie w Erlangen. W 1816 został członkiem Niemieckiej Akademii Przyrodników Leopoldina.

## Prace
- Beiträge zur Begründung einer wissenschaftlichen Chemie (1807),
- Einleitung in die neuere Chemie (1814),
- Grundzüge der Physik und Chemie (1821)
- Observationes de electromagnetismo (1821),
- Handbuch der Meteorologie, cz. 1-3 (1823–30),
- Zur Gesamtnaturlehre, Stuttgart 1849.